# 甲山 (茨城県)
甲山（かぶとやま）は、茨城県土浦市大志戸所在の標高98mの山（三等三角点「大志戸」）。筑波山地南部の山の一つで、雪入山の南西麓に位置している。山の北側には朝日峠から下ってきたフルーツラインが走る。周辺は、水郷筑波国定公園に指定されている。
山頂には三十番神社が鎮座し、その周辺には甲山城跡の土塁や堀が残されている。南麓からは山頂まで登山道を兼ねた神社参道が延びる。